# 十二公司
十二公司，也称十二分公司、大公司，前身是义兴公司，是刘善邦与一众华工于19世纪初在砂拉越石隆门帽山成立的采矿公司。

## 历史

### 背景
1830年，西加三发的三条沟公司因为和顺公司内部的联盟失和，刘善邦率领一众华工离开公司。来到砂拉越，他们向文莱苏丹缴交租金以获取金矿的开采权。最后他们在石隆门附近的帽山觅得金脉，并在当地成立十二分公司以统筹开采金矿事宜。

### 体制
十二分公司是由十二名头领领导的组织。这是头领包括刘善邦、王甲、陈规、陈列、锺月宝和林草田等人。其中刘善邦被推举为首领，部属一般称呼刘氏为“大哥”、“大伯”。
公司的大本营设立在帽山下，管理帽山、石隆门、大段、燕窝山、武梭、砂南坡和北历等地的矿场。
公司仿照三条沟公司的组织架构，除了统筹辖地上的采矿、农耕和商业活动外，也组织矿工建立起武装力量来维持地方上的治安。
公司在石隆门形成一个村社社会，拥有本身的赏罚制度和律法条规，不受文莱王朝和后来古晋布鲁克王朝的控制。

### 与布鲁克王朝的关系
初期十二分公司十分欢迎詹姆士.布鲁克的到来，曾两次遣人在渡头迎接詹姆士。在詹姆士成为拉惹后，双方暗中立约分治。公司获得砂劳越河上游，从巴都吉当地区以上的左手港流域，直至石隆门到砂拉越印尼边境山区地区的控制权。双方度过了整10年的和平时期，期间十二分公司完全自治。
适逢荷兰东印度公司和西加里曼丹华人公司大港公司长期斗争，詹姆士也开始对同是华人公司的十二分公司怀有戒心。其后大港公司首领出卖组织，秘密与荷兰东印度公司签署合约将辖地转让于后者。这迫使大量华工投靠十二分公司，更是大大增加了詹姆士对十二分公司的忧虑。
在詹姆士成功平定砂拉越各地土著的叛乱从而巩固势力后，开始将势力发展到石隆门。詹姆士一连串的举动如剥夺十二分公司直接与外地公司经商的权利、在新尧湾的比利达修建炮台及打击十二分公司的内的社会党（如三条沟会和三点会）终于激怒十二公司，双方关系决裂。

### 与布鲁克王朝的战争
1857年，以王甲为首的十二分公司义军奇袭詹姆士的王宫和邻近的炮台。在打草惊蛇的情况下詹姆士成功逃脱，义军误以为被杀死的英国官员就是詹姆士。三天后，王甲得知詹姆士还未死后，召见古晋英国人和马来领袖。王甲宣布古晋落入十二分公司的控制，而十二分公司的目标是詹姆士而已，并赋予他们重任以安抚民心。王甲也发出詹姆士的通缉令。在大主教的劝告下，王甲忌惮于詹姆士外甥查尔斯.布鲁克的重兵而欲与后者修好。
义军在返回帽山的途中遭遇詹姆士和查尔斯军队的包抄，王甲率领义军退至“第一条沟”处布防。双方在该处展开激战，王甲壮烈牺牲，无数义军被杀。詹姆士顺势带兵进帽山。
刘善邦迅速率领华工撤退至新尧湾山丘最高点筑起第二道防线。詹姆士久攻不下，派出使者讲和。刘善邦信以为真，乐得开怀畅饮。在华工众人喝得酩酊大醉时，詹姆士发动夜袭。刘善邦遇难，百名华工被杀。余众狼狈逃回帽山。
詹姆士军队直指十二分公司位于帽山的大本营。帽山的军事防御实际上非常薄弱。加上公司首领及主力军的华工全部阵亡，在群龙无首的情况下剩余的华工只得逃亡边界的山林。詹姆士大军杀至，不分老少妇孺全数杀害。而部分逃进印尼的华工也被当地的荷兰东印度公司部队杀害。也有部分妇孺、老人和小孩逃入武吉杨山麓间的一个山洞，山姆士军队在洞口生火，洞里人无一生还。
随着起义的失利直到詹姆士军队展开屠杀，十二分公司也不复在。

## 评价
布鲁克政府和后来的英殖民政府将十二分公司成员定位为“受社会党徒煽动，起而反抗政府的叛徒”。直到1989年才被砂拉越州政府平反。1993年砂拉越政府建立英雄纪念碑以纪念在英殖民时期牺牲的抗殖民民族英雄，公司首领刘善邦更是唯一一位被政府铸像在上头的华人领袖。
民间也有人为纪念公司首领刘善邦，建“善德庙”供奉他。